# Eilhard Wiedemann (fysiker)
Eilhard Ernst Gustav Wiedemann, född 1 augusti 1852 i Berlin, död 7 januari 1928 i Erlangen, var en tysk fysiker. Han var son till Gustav Heinrich Wiedemann och Clara Mitscherlich, bror till Alfred Wiedemann samt far till Eilhard Wiedemann.
Wiedemann studerade i Heidelberg och Leipzig, där han 1874 blev filosofie doktor, 1876 privatdocent och 1878 extra ordinarie professor i fysik. År 1886 utnämndes han till ordinarie professor vid tekniska högskolan i Darmstadt och samma år i Erlangen, allt i fysik. Han blev ledamot av Leopoldina 1887 och av Fysiografiska sällskapet i Lund 1900.
Wiedemann skrev ett stort antal avhandlingar inom fysikens olika områden, däribland doktorsavhandlingen Polarisation des Lichts und Oberflächenfarben der Körper (1874), om gasers specifika värmekapacitet (1876, 1877), gasers optiska och termiska förhållande vid elektriska urladdningar (1879, 1880, 1884, 1888, 1892, 1893 och 1897), ljusets inflytande på elektriska företeelser (1888), lysandets mekanism (1889), luminescens (1895 och 1901), anod- och katodstrålar (1897–1899). 
Åren 1889–1900 var Wiedemann medredaktör för faderns "Beiblätter" och 1893–1899 medutgivare för faderns "Annalen der Physik und Chemie". Tillsammans med Hermann Ebert utgav han Physikalisches Practicum (1890; femte upplagan 1904). Från 1879 utgav och kommenterade han arabiska arbeten i naturvetenskaperna. Han utgav 1890 Die Naturwissenschaft bei den Arabern.